# Sumber Wetan (Jatitujuh)
Sumber Wetan is een bestuurslaag in het regentschap Majalengka van de provincie West-Java, Indonesië. Sumber Wetan telt 3570 inwoners (volkstelling 2010).